# 1533

## Události
- Francisco Pizarro dobývá říši Inků.
- Kateřina Medicejská přijela do Paříže provdat se za Jindřicha II. a přivezla si z rodné Itálie své vynikající kuchaře, kteří se ihned pustili do zdokonalování francouzské kuchyně

### Červenec–září
- 22. července – Konstantinopolská smlouva mezi Osmanskou říší a Rakouským arcivévodstvím: Ferdinand I., král římský, stahuje své nároky na většinu Uherska a Jan Zápolský, vojvoda sedmihradský, se stává králem Uherska pod suzerenitou Sulejmana Nádherného, sultána Osmanské říše.

## Narození
Česko
- 24. února – Petr Codicillus z Tulechova, český humanista, matematik, astronom a básník († 29. října 1589)
- ? – Tobiáš Závorka Lipenský, moravský luterský kazatel a spisovatel († 1612)
- ? – Václav Šturm, český jezuita, kněz a spisovatel († 27. dubna 1601)

Svět
- 2. ledna – Johann Major, německý evangelický teolog, humanista a básník († 16. března 1600)
- 15. ledna – Kateřina Habsburská, rakouská arcivévodkyně a jako manželka Zikmunda II. Augusta polská královna († 28. února 1572)
- 28. února – Michel de Montaigne, francouzský renesanční myslitel a humanista († 23. září 1592)
- 8. dubna – Claudio Merulo, italský renesanční hudební skladatel a varhaník († 4. května 1604)
- 24. dubna – Vilém I. Oranžský, nizozemský šlechtic a místodržitel, organizátor nizozemské revoluce proti španělskému režimu († 1592)
- 7. srpna – Alonso de Ercilla, španělský básník a voják († 29. října 1596)
- 7. září – Alžběta I., anglická královna († 24. března 1603)
- 27. září – Štěpán Báthory, polský král a velkokníže litevský († 1586)
- 13. prosince – Erik XIV. Švédský, švédský král († 26. února 1577)
- ? – Balthasar Kademann, německý protestantský teolog († 17. října 1607)

## Úmrtí
- 15. března – Jan Pašek z Vratu, český patricij, vůdce sjednocených pražských měst (* před 1470)
- 10. dubna – Frederik I. Dánský, dánský a norský král (* 1471)
- 25. června – Marie Tudorovna, anglická princezna a jako manželka Ludvíka XII. francouzská královna (* 1496)
- 6. července – Ludovico Ariosto, italský renesanční básník (* 1474)
- 8. srpna – Lucas van Leyden, nizozemský malíř a rytec (* 1494)
- 26. srpna – Atahualpa, poslední císař Incké říše (* 1502)
- 20. září – Veit Stoss, německo-polský gotický sochař, malíř a grafik (* 1448)
- 4. prosince – Vasilij III., velkokníže moskevský (* 1479)

## Hlavy států
- České království – Ferdinand I.
- Svatá říše římská – Karel V.
- Papež – Klement VII.
- Anglické království – Jindřich VIII. Tudor
- Francouzské království – František I.
- Polské království – Zikmund I. Starý
- Uherské království – Ferdinand I. – Jan Zápolský
- Španělské království – Karel V.
- Burgundské vévodství – Karel V.
- Osmanská říše – Sulejman I.
- Perská říše – Tahmásp I.